# Familienkrieg in Painful Gulch

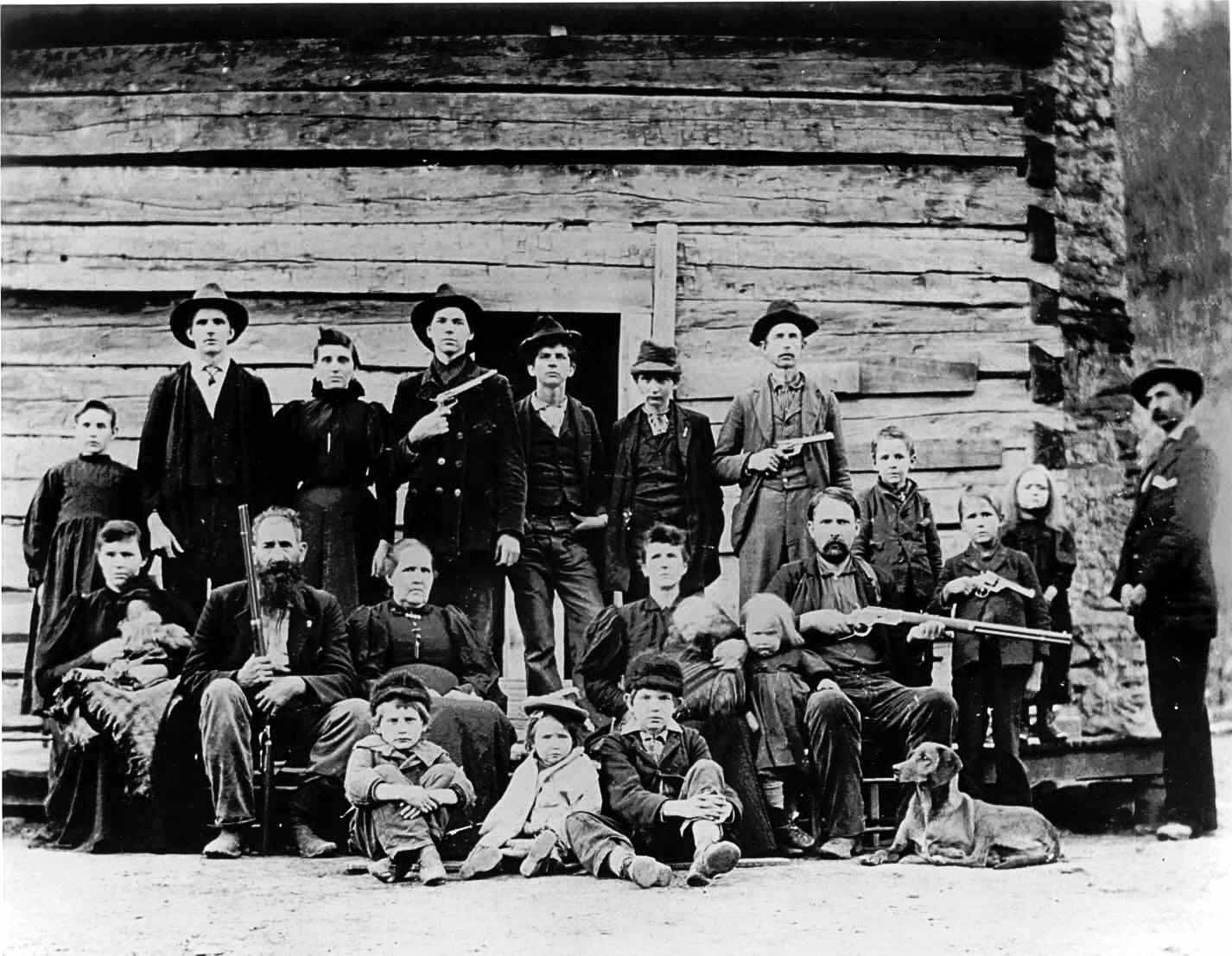
Der Hatfield-Clan (Bild) und seine Fehde mit dem benachbarten McCoy-Clan diente als Vorbild für den Comic

Familienkrieg in Painful Gulch (französischer Originaltitel: Les Rivaux de Painful Gulch) ist ein Comic-Band aus der Lucky-Luke-Reihe, der von Morris gezeichnet und von René Goscinny getextet wurde. Nach der Zählung des Ehapa-Verlages (beziehungsweise zu Beginn: des Delta-Verlages aus Ehapa und Dargaud) ist dieser Band der 26. der Reihe. Zuvor war der Comic schon bei Kauka und Yps als Fortsetzungsgeschichte oder auch in Zack beim Koralle-Verlag veröffentlicht worden, jedoch teilweise unter anderem Titel.
Ursprünglich wurde der Comic zunächst 1961 im belgisch-französischen Comic-Magazin Spirou und 1962 als 19. Band von Dupuis in Belgien veröffentlicht.
Für die Lucky-Luke-Zeichentrickserie wurde dieser Band verfilmt. Im Karussell-Verlag erschien diese Folge auch als Hörspiel.

## Inhalt
Lucky Luke reitet nach Painful Gulch, wo er in die Streitereien der Familienclans O’Timmins (große rote Nasen) und O’Hara (große Segelohren) verwickelt wird, die seit langer Zeit einen Hass aufeinander entwickelt haben, ohne dass noch die Gründe dafür bekannt sind. Da beide Gruppen sehr schlecht schießen, haben sie sich nicht gegenseitig dezimiert, jedoch in der Stadt erheblichen Schaden verursacht. Lucky Luke spricht auf Bitte des Bürgermeisters mit den beiden Familien, was jedoch nicht von Erfolg gekrönt ist. So sprengen die beiden Familien eine Brücke und die Poststation. Als Lucky Luke die Gegend wieder verlassen will, wird die Brücke, über die er reitet, gesprengt, weshalb er wütend zurückreitet. Da er äußert, dass er als Bürgermeister die beiden Familien schnell zur Ordnung zwingen würde, erhält er vom Bürgermeister kurzerhand dessen Amt. Bald darauf plant er ein Stadtfest, bei dem die Stadtbewohner die Mitglieder der beiden Familien abwechselnd gewinnen lassen sollen, um sie zu versöhnen. Das Fest verläuft wie gewünscht, aber dennoch gelingt eine Versöhnung nicht, es kommt stattdessen zu einer Schlägerei. Nun fühlt sich Lucky Luke persönlich betroffen und erzürnt wegen des unnachgiebigen Verhaltens der beiden Familien. Er lässt eine Stroh-Miete errichten und hängt daran ein Schild mit der Aufschrift „Eigentum der O’Haras“ (bzw. „O’Timmins“) und fängt so je ein Mitglied der beiden Familien, die er ins Gefängnis steckt. Daraufhin wollen beide Clans ihre Mitglieder befreien, beginnen jedoch stattdessen mit einer Prügelei. Unter dem Vorwand, ein Dynamit-Paket zu besitzen (welches, wie sich später herausstellt, lediglich Lucky Lukes Mittagessen enthält), zwingt er alle Clanmitglieder, ins Gefängnis zu gehen. Daraufhin bespricht er mit den Familienoberhäuptern, die noch frei sind, die Freilassung, mit der Bedingung, dass die Feindschaft beendet wird. Die Familienoberhäupter wollen beide ablehnen, werden jedoch von den Frauen der Familien gezwungen, die Feindschaft zu beenden. Lucky Luke lässt daraufhin alle Clanmitglieder frei und legt ein Feuer auf der Farm der O’Haras, da nur die O’Timmins über einen Fluss mit Löschwasser verfügen. Von den Frauen werden die beiden Familien gezwungen, Hilfe anzubieten beziehungsweise sie anzunehmen, sodass es zur allgemeinen Versöhnung kommt. Lucky Luke hat somit den Frieden in Painful Gulch wiederhergestellt und reitet fort.